# Gudgenby River
Gudgenby River är ett vattendrag i Australien. Det ligger i territoriet Australian Capital Territory, i den sydöstra delen av landet, omkring 23 kilometer söder om huvudstaden Canberra.
Trakten runt Gudgenby River består i huvudsak av gräsmarker. Runt Gudgenby River är det mycket glesbefolkat, med 4 invånare per kvadratkilometer. Genomsnittlig årsnederbörd är 1 026 millimeter. Den regnigaste månaden är februari, med i genomsnitt 164 mm nederbörd, och den torraste är juli, med 35 mm nederbörd.